# Трудовое (Саратовская область)
Трудово́е — посёлок в Ершовском районе Саратовской области России. Входит в состав Новорепинского муниципального образования. Основан в 1787 году.

## География
Посёлок находится в центральной части Саратовского Левобережья, в пределах Сыртовой равнины, в степной зоне, на правом берегу реки Большой Узень, на расстоянии примерно 44 км (по прямой) к югу от города Ершов, административного центра района. Абсолютная высота — 39 м над уровнем моря.
Климат
Климат характеризуется как континентальный с холодной малоснежной зимой и сухим жарким летом. Среднегодовая температура воздуха — 4,8 °C. Средняя многолетняя температура самого холодного месяца (января) составляет −13,1 — −12,9 °С (абсолютный минимум — −41 °С), температура самого тёплого (июля) — 22,7 — 23 °С (абсолютный максимум — 41 °С). Продолжительность безморозного периода составляет в среднем 144—146 дней. Среднегодовое количество атмосферных осадков — около 300 мм, из которых более половины выпадает в период с апреля по октябрь. Снежный покров держится в среднем 125—136 дней в году.
Часовой пояс
Посёлок Трудовое, как и вся Саратовская область, находится в часовой зоне МСК+1. Смещение применяемого времени относительно UTC составляет +4:00.

## Население
| 2002 | 2010 |
| ---- | ---- |
| 389  | ↗437 |

Половой состав
По данным Всероссийской переписи населения 2010 года, в половой структуре населения мужчины составляли 46,9 %, женщины — соответственно 53,1 %.
Национальный состав
Согласно результатам переписи 2002 года, в национальной структуре населения русские составляли 62 % из 389 чел., казахи — 27 %.